# Manuel Pérez Martínez (guerrillero)
Gregorio Manuel Pérez Martínez, alias « Poliarco » ou « El Cura Pérez » né à Alfamén, Saragosse le 9 mai 1943 et mort d'une hépatite à Montañas de Santander en Colombie le 14 février 1998, est un prêtre et guérillero espagnol, pionnier de la théologie de la libération, membre, idéologue et commandant en chef de l'Armée de libération nationale (ELN) colombienne. En 1973, lorsque Fabio Vásquez Castaño, premier dirigeant de l'ELN, fut démis de ses fonctions de commandant, Manuel Pérez accède à des postes de commandement au sein de l'organisation et en 1978, il devient politiquement responsable et premier membre de l'organisation de guérilla.

## Biographie
En 1962, Manuel Pérez Martínez rejoint l'Œuvre de coopération sacerdotale hispano-américaine (OCSHA) et termine ses études théologiques dans un séminaire de Madrid. Ordonné par le pape Paul VI à Rome, Pérez avait de l'admiration pour le prêtre et sociologue Camilo Torres Restrepo, mort au combat ( Santander ) en 1966. Pérez  appréciait aussi Che Guevara engagé dans la révolution cubaine. En compagnie des prêtres José Antonio Jiménez Comín et Domingo Laín, il se rend en République Dominicaine, et tous les trois seront expulsés pour avoir défendu les droits humains d'un groupe d'haïtiens noirs.
Arrivés en Colombie, Pérez, Laín et Jiménez luttent politiquement aux côtés de la population de Chambacú, quartier populaire de la ville de Cartagena de Indias. Expulsés par le gouvernement colombien, Pérez part clandestinement avec de faux papiers et accompagné de José Antonio Jiménez Comín et Domingo Laín, ils rejoignent les rangs de l'Armée de Libération Nationale ( ELN).

### Guerrilla
Pérez prend le commandement de l'ELN en 1978, et restructure l'organisation en 1983, lors de la Rencontre des Héros et Martyrs d'Anori.
Il s'attaque aux multinationales allemandes Mannesmann et l'entreprise Italienne Sicim, accusées d'extorsions financières, et mène des attaques contre l' Oléoduc Caño Limón-Coveñas.
En 1986, lors de la première assemblée nationale, le Commandement Central (COCE) composé de 5 membres est formé et la création de « 4 fronts de guerre » est instaurée (Le nord-est, le nord, le nord-ouest et le sud-ouest), Il rejoint le coordonnateur national de la guérilla Simón Bolívar.
En 1989, Pérez est excommunié par l'Église catholique après l'assassinat  de l'évêque d'Arauca, aujourd'hui vénéré comme bienheureux par l'Église catholique, Jesús Emilio Jaramillo Monsalve, le 2 octobre 1989, alors qu'il était en tournée d'évangélisation dans la région de Sarare. Cette attaque a été attribuée à l'ELN.
En 1993, il  propose des pourparlers de paix avec le gouvernement colombien sans succès à Caracas et à Tlaxcala,

### Vie familiale
Pérez Martínez vivait avec une ancienne religieuse liée à la guérilla avec qui, il aura une fille nommée "Monica".
Son corps repose dans la jungle du département de Santander, au nord-est de la Colombie.
À Alfamén (Saragosse), la rue Manuel Pérez rend hommage au curé guérillero né dans le village le 9 mai 1943